# Aleppozeep

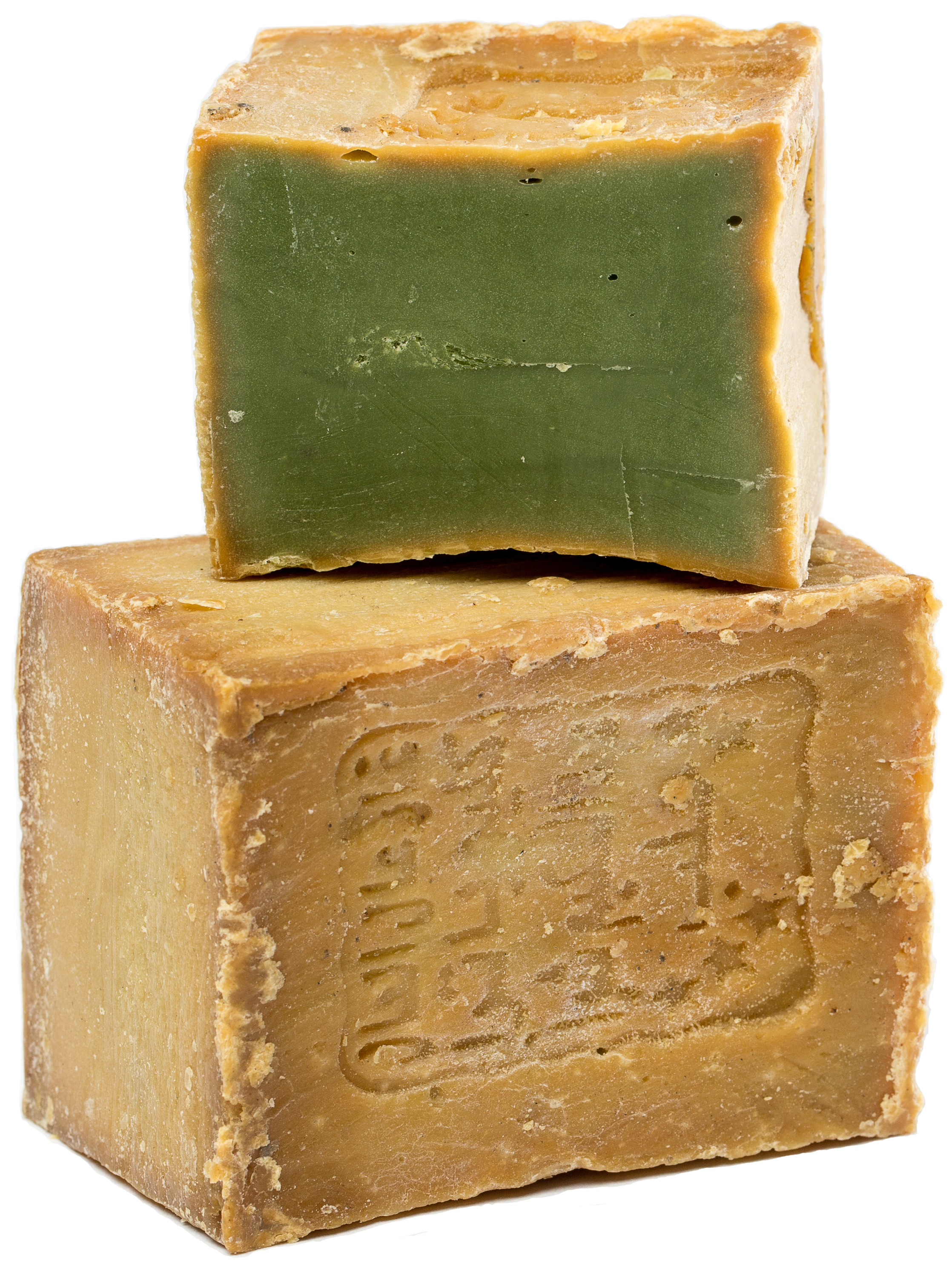
Blokken aleppozeep

Aleppozeep, alepzeep of olijf-laurierzeep, ook bekend onder de Franse benaming savon d'Alep, is een zeep op basis van olijfolie, laurierbesolie, water en loog die traditioneel in de Syrische stad Aleppo met de hand vervaardigd wordt tot blokken zeep.
Het verschilt van andere harde plantaardige zepen, zoals marseillezeep, door op het einde van de productie 2 tot wel 40% laurierbesolie toe te voegen en de zeep zo te overvetten. Aleppozeep is groen van binnen en krijgt door het drogen een goudbruine kleur aan de buitenkant. Aan de zeep wordt geen parfum toegevoegd.